# 片側開放型核磁気共鳴
片側開放型核磁気共鳴（かたがわかいほうがたかくじききょうめい 英語: Unilateral NMR）または片側開放型NMRは、核磁気共鳴（NMR）を用いて構造体の含水量や組織などの性質を調べる分析方法である。

## 概要
従来の核磁気共鳴では核磁気共鳴分光計の内径に収まる大きさの試料しか測定できなかった。片側開放型核磁気共鳴では試料の大きさの制限がなくなるため、非破壊検査をはじめ、土壌の含水量の測定など、様々な用途へ適用が可能となる。

## 従来の核磁気共鳴と比較した長所・短所

### 長所
- 試料の大きさが制限されない

### 短所
- 磁場が不均一なので化学シフトの計測が困難
- 分解能が劣る

## 用途
- 地質調査
- フレスコ画のような美術品の非破壊検査
- トンネル等の建造物の劣化の調査[2]
- 家畜の肉質の検査[3]